# 火災防護衣
火災防護衣（かさいぼうごい）は、陸上自衛隊の装備。火災の現場で使用される。化学防護隊に配備されている。

## 概要
- 全備重量：約14kg
- 火災の際、高熱のため被服で活動できない現場において使用される。一般の消防士が装着する耐熱服と変わらない。
- 雲仙普賢岳の噴火の災害派遣にて使用された。

## 製作
- 日本エンコン